# Mako Vunipola
Mako Vunipola (Wellington, 14 de enero de 1991) es un jugador inglés de rugby nacido en Nueva Zelanda de origen tongano que se desempeña como pilar para el Rugby Club Vannes del Top 14. Además Vunipola miembro de una estirpe de jugadores de rugby como lo han sido su padre Fe'ao Vunipola, que fue capitán de la Tonga, sus tíos, Manu y 'Elisi Vunipola, que representaron a Tonga en la década de 1990, y su hermano Billy Vunipola, quién también como el, jugó en la selección de Inglaterra.

## Trayectoria deportiva
Vunipola comienza su carrera profesional en la temporada 2010-11 a la edad de 20 años en un partido en que salió desde el banquillo enfrentándose a London Welsh, y que finalizó con el marcador de final 54-9 a favor de los londinenses. Ese mismo año cambió de aires firmando un nuevo contrato con los Saracens donde se llega a proclamar campeón de liga en la temporada 2014-2015 al derrotar a Bath Rugby en la final En 2016 es un año repleto de éxitos ya que conseguiría el doblete conquistando la liga frente a Exeter Chiefs y la Copa de Europa ante Racing Métro 92 por un marcador de 21-9. En la temporada siguiente la racha de éxitos continua con la conquista de la champions cup ante ASM Clermont Auvergne con el marcador de 28-17

### Selección nacional
Vunipola ha formado parte de las categorías inferiores donde jugó para Inglaterra sub-18 y Sub-20.
Vunipola hace su primera aparición en el XV de la rosa en la ventana de noviembre de 2012 en un partido que enfrenta a la Fiyi el 10 de noviembre, en un partido que ganan 54-12. Desde entonces Vunipola se ha mantenido como uno de los jugadores fijos en el XV de la rosa.
En 2013 fue uno de los 37 jugadores seleccionados para representar a los Lions en la gira de 2013 British and Irish Lions por Australia.
En 2015 es seleccionado para formar parte de la selección inglesa que participa en la Copa Mundial de Rugby de 2015. En 2016 tras la llegada del seleccionador Eddy Jones se proclamaron campeones del seis naciones incluyendo el Gran Slam. En 2017 mantuvieron la racha de victorias que les hizo llevar hasta el récord de los All Black con 18 consecutivas, dando lugar a la consecución del 6 naciones, pero en la última jornada perdieron ante Irlanda perdiendo la posibilidad de alzarse con el Gran Slam
Fue seleccionado por Eddie Jones para formar parte del XV de la rosa en la Copa Mundial de Rugby de 2019 en Japón donde lograron vencer en semifinales, en el que fue el mejor partido del torneo, a los All Blacks que defendían el título de campeón, por el marcador de 19-7. Sin embargo, no pudieron vencer en la final a Sudáfrica perdiendo por el marcador de 32-12.

#### Participaciones en Copas del Mundo
| Mundial                       | Sede       | Resultado    | PJ | Tries |
| ----------------------------- | ---------- | ------------ | -- | ----- |
| Copa Mundial de Rugby de 2015 | Inglaterra | Primera fase | 4  | 0     |
| Copa Mundial de Rugby de 2019 | Japón      | Subcampeón   | 4  | 0     |

## Palmarés y distinciones notables
- Campeón Aviva Premiership 2014-2015 (Saracens)[10]
- Campeón Aviva Premiership 2015-2016 (Saracens)[11]
- Campeón Champions Cup 2015-2016 (Saracens)[12]
- Campeón Champions Cup 2016-2017 (Saracens)[13]
- Campeón Seis Naciones 2016 con Gran Slam (Inglaterra)
- Campeón Seis Naciones 2017 (Inglaterra)
- Seleccionado por los British and Irish Lions para la gira de 2013 en Australia
- Seleccionado por los British and Irish Lions para la gira de 2017 en Nueva Zelanda[14]

- Seleccionado por los British and Irish Lions para la gira de 2021 en Sudáfrica [15]